# Gouarec
Gouarec (bret. Gwareg) – miejscowość i gmina we Francji, w regionie Bretania, w departamencie Côtes-d’Armor.
Według danych na rok 1990 gminę zamieszkiwało 1026 osób, a gęstość zaludnienia wynosiła 160 osób/km² (wśród 1269 gmin Bretanii Gouarec plasuje się na 570. miejscu pod względem liczby ludności, natomiast pod względem powierzchni na miejscu 969.).